# Kadłubówka (Podlachie)
Pour les articles homonymes, voir Kadłubówka.
Kadłubówka est un village de Pologne, situé dans la gmina de Brańsk, dans le Powiat de Bielsk Podlaski, dans la voïvodie de Podlachie.

## Source
- (en) Cet article est partiellement ou en totalité issu de l’article de Wikipédia en anglais intitulé « Kadłubówka, Podlaskie Voivodeship » (voir la liste des auteurs).

1. ↑  (pl) « Gmina Brańsk (podlaskie) » mapy, nieruchomości, GUS, szkoły, regon, kody pocztowe, wynagrodzenie, bezrobocie, zarobki, edukacja, tabele, demografia, przedszkola, statystyki, urzędy », sur Polska w liczbach (consulté le 22 juillet 2025)